# Correltué
Correltué es un caserío rural ubicado en el sector noroeste de la comuna de Panguipulli, se accede a ella desde la localidad de Malalhue en la comuna de Lanco.
Aquí se encuentra la Escuela Rural Correltué.

## Hidrología
Correltué se ubica cerca del estero Alhuemanque, tributario del Río Leufucade que corre en dirección oeste y del estero Nalalhuaco que corre en dirección sur y que es tributario del Río Iñaque.

## Accesibilidad y transporte
Correltué se encuentra a 25,8 km del Pirehueico a través de la Ruta 203.